# バクル・シドキ
バクル・シドキ（アラビア語: بكر صدقي、Bakr Sidqi, 1890年 キルクーク - 1937年8月12日 モースル）はイラクの軍人。
オスマン帝国治下のキルクークで生まれたシドキは、この時代のオスマン治下にある多くの野心的な青年の例に漏れず、オスマン軍に加わる。すでにアラブ独立運動の機運は盛り上がりつつあったが、シドキは人格形成期のほとんどをオスマン軍で過ごす事になる。
イラクは第一次世界大戦後、イギリスの委任統治を経て独立を果たしたものの、1930年代には各部族の反乱が相次ぎ、それらの鎮圧で頭角を現したシドキは、イラク国王ファイサル1世によってイラクの北部地域の司令官に任命された。当時、イラク北部地域に住むアッシリア人たちがイラク国内での自治権を求め国際連盟に直訴するも失敗に終わり、力ずくでもイラク国内にアッシリア人自治区を打ち立てるべきだという主張が力を得ていた。1933年、アッシリア人の指導者はバグダードに出向き、イラク政府と協議したが物別れに終わり、指導者はその場で拘束されてしまう。そんな中イラク国内での前途に不安を抱いたアッシリア人たちは武装難民としてシリアに向かった。当然シリアを統治していたフランスがこれを見逃すはずもなく、武装難民たちはイラク側に追い返されるが、武装解除におもむいたイラク軍とアッシリア人たちとの戦闘に発展してしまう。
この事件にイラク世論は大きな衝撃を受け、アッシリア人のイラク国内でのコミュニティの規模は大きいとはいえなかったにもかかわらず、アッシリア人こそがイラクの国家統一の障害とみなされるようになる。
アッシリア人はキリスト教徒で、しかもとイギリス統治時代、イラク人部隊に採用される者が多く、独立後も英軍基地の警護に当たる者が多かった事から、この事件の背後にはイラク北部での勢力拡大を狙うイギリスがいるという事実に反する風説が流れたという。
シドキには反乱鎮圧の全権が与えられ、1933年8月にイラク軍はアッシリア人と対立していたクルド人と連携してアッシリア人を虐殺（en:Simele massacre）。クルド人部族は数十のアッシリア人集落に略奪・暴行を働いている。反乱鎮圧の『功績』によりシドキは昇進、その後ユーフラテス川中流域のシーア派部族の反乱鎮圧にも尽力、結成されたばかりのイラク空軍まで投入した結果、反乱は鎮定され国内の諸部族とイラク政府の力の差を見せ付けた。
こうしてイラク政府は強権化、ヤースィーン・アル＝ハーシミー首相の独裁体制が固まるにつれ、反乱鎮圧の大功労者であるはずのシドキも政府の中枢から排除されていく。シドキはこの事に不満を抱き、また自分の昇進が遅れているのはハーシミー首相の弟であるターハー・アル＝ハーシミー参謀総長のさしがねであると猜疑を募らせつつあった。こうしてシドキはハーシミー政権の打倒を目指すヒクマト・スライマーンらのグループに近付く事になる。
1936年10月、ハーシミー首相はシドキを参謀総長代理に指名、トルコ訪問に旅立った。10月29日、シドキはスライマーンらと共謀の上、『国家改革軍』という名目で配下の部隊にバグダードに進軍するよう命じた。ガージー国王はこのクーデターを承認、スライマーンに組閣を命じた。ハーシミー内閣の国防相だったジャアファル・アル＝アスカリーはクーデターに対する国王の承認取り消しを画策したものの、シドキの命により殺害された。この結果シドキはアスカリーの息がかかっていた多数の将校の憤激を買った。
こうしてイラク政府の実権は内閣ではなく軍に移ったものの、軍内部の汎アラブ主義者の将校から見ればシドキは単なる情実主義者と映っており、シドキに対する不満が高まりつつあった。
1937年8月、シドキはトルコ訪問の途中立ち寄った、モースルの空港で暗殺される。